# Nagroda Europejskiego Wynalazcy
Nagroda Europejskiego Wynalazcy – nagroda przyznawana wynalazcom przez Europejski Urząd Patentowy od 2006 r., reprezentowana przez statuetkę w kształcie żagla.